# Albert Ludwik Stanisławski
Albert Ludwik Stanisławski herbu Sulima (ur. 1612, zm. 1688) – warmiński wójt krajowy, burgrabia lidzbarski i braniewski.

## Rodzina
Rodzina Stanisławskich osiadła w okolicach Reszla jeszcze w XVI w., wskazuje na to fundacja altarii ok. 1572 przy ołtarzu św. Jana Chrzciciela w reszelskim kościele farnym. Św. Jan Chrzciciel musiał cieszyć się wielką estymą Stanisławskich, skoro młodsi przedstawiciele rodu ufundowali mu ołtarz w Tłokowie.
Ojciec Alberta Ludwika Stanisławskiego – Ludwik był właścicielem Mołdyt co najmniej od 1610 r. Ludwik Stanisławski pełnił różne funkcje na terenie Warmii: ekonoma warmińskiego 1603–1605, burgrabiego braniewskiego i wójta krajowego w latach 1608–1638. Ludwik Stanisławski był także posłem na sejm walny.
Albert Ludwik Stanisławski ożenił się z Marią von Rosenhagen, z tego związku znany jest syn Wacław Stanisławski.

## Edukacja i kariera zawodowa
Albert Ludwik Stanisławski kształcił się w kolegium jezuickim w Reszlu i w Rzymie.
Stanisławski był burgrabią lidzbarskim 1648, burgrabią braniewskim 1654 i warmińskim wójtem krajowym w latach 1674–1679.
W roku 1642 odziedziczył rodzinne Mołdyty, a do jego dóbr należały: Łężany, Biel, Tejstymy i Górkowo.